# Печенеги (Харьковская область)
Печене́ги (укр. Печеніги) — посёлок в Харьковской области Украины, административный центр Печенежского района и Печенежского поселкового совета, в который, кроме того, входят сёла Кицевка, Приморское и Пятницкое.

## Географическое положение
Посёлок городского типа Печенеги находится на расстоянии 23 км от Чугуева на правом берегу реки Северский Донец, выше по течению к посёлку примыкает плотина Печенежского водохранилища. На противоположном берегу — село Базалеевка (Чугуевский район) и комплекс искусственных прудов. Через посёлок проходит автомобильная дорога Т-2111. К посёлку примыкают большие лесные массивы (дуб, сосна).

## Время основания
Село Печенеги основано в 1653 году. Об этом свидетельствует грамота царя Алексея Михайловича чугуевскому воеводе Фёдору Пушкину, в которой констатируется, что в Чугуев прибыли черкасы во главе с Иваном Фёдоровым и Филиппом Кондратьевым (58 вооружённых казаков, а также их жёны и дети), и предписывается, чтоб воевода «черкас пересмотрел всех на лицо и сказал им всем вслух, что мы их пожаловали для их иноземства, велели им дати н[а]шего денежного жалованья для их новые селидьбы, да их ж, по их челобитью, велели устроить на вечное житье в Чугуевском уезде на Дону от города в пяти верстах на Печенежском на Катковском поле».
В 1654 году «на Печенежском Котковском поле» были поселены следующие 45 человек черкас (из Опошнянской сотни) с жёнами и детьми, пришедшие «из литовской стороны» под предводительством Ивана Фёдоровича Волошенина. По личной просьбе Волошенина, новоприхожим черкасам было положено от государя жалование, за что они обязывались защищать государство от крымцев, ногайцев и литовских людей.

## История
- ￼В 1646 «из литовского города из Опошни» в Российское царство пришло 200 человек. Выходцы были поселены царской администрацией в городище Печенеги в 23 верстах от Чугуева[8].
- В 1656 году в село переселились 205 черкас во главе с Федотком Левоновым.
- В XVIII веке — войсковая слобода[9].
- Население в 1779 году, согласно «Ведомости, исъ какихъ именно городовъ и уездовъ Харьковское наместничество составлено и сколько было въ нихъ душъ на 1779 годъ», было большим: 3601 человек, в подавляющем большинстве «войсковых обывателей» (учитывались только мужчины; женщин не считали, так как они не платили налогов)[9]. Печенеги в том году были первым по количеству населения населённым пунктом Чугуевского уезда, кроме самого Чугуева, не уступая войсковым слободам Змиёв (2124), Мохнач (1310), Мартовая (1191) и местечку Хотомля (1197)[9].
- Поскольку здесь был расквартирован Белгородский полк, в 19 веке поселение называлось Ново-Белгородом.
- В 1869 году в Печенегах создана Новобелгородская центральная каторжная тюрьма (Новобелгородский централ).
- В начале XX века Печенеги (Ново-Белгород) — слобода Волчанского уезда Харьковской губернии, на реке Северский Донец, в 10 верстах от г. Чугуева. Еженедельно 2 базара, 4 ярмарки. Население — 6579 человек[10].
- В 1940 году, перед ВОВ, в Печенегах было 1507 дворов, райисполком, две православные церкви, кирпичный завод и двенадцать ветряных мельниц[1].
- Во время Великой Отечественной войны в 1941—1943 селение находилось под немецкой оккупацией.

В 1957 году селу присвоен статус посёлок городского типа.
В 1966 году население составило 8200 человек.
В январе 1989 года численность населения составляла 6446 человек.
В июле 1995 года Кабинет министров Украины утвердил решение о приватизации находившегося здесь совхоза.
На 1 января 2013 года численность населения составляла 5466 человек.
В ходе войны РФ с Украиной Печенеги оказались под контролем ВС РФ. 18 апреля 2022 года посёлок был освобождён вооружёнными силами Украины.

## Экономика
- Печенежский рыбокомбинат.
- ООО «Печенежское», сельскохозяйственное предприятие.
- КСП «Донец».
- ЧАО «Финпрофиль», производитель профилегибочного и металлообрабатывающего оборудования.

## Объекты социальной сферы
- Лицей имени Г. И. Семирадского.
- Печенежский детский сад.

## Достопримечательности
- Братская могила советских воинов и партизан и памятный знак воинам-землякам.
- Краеведческий музей им. Ивана Сулимы.
- Дом культуры.
- Клуб.

## Религия
- Церковь Спаса Преображения.

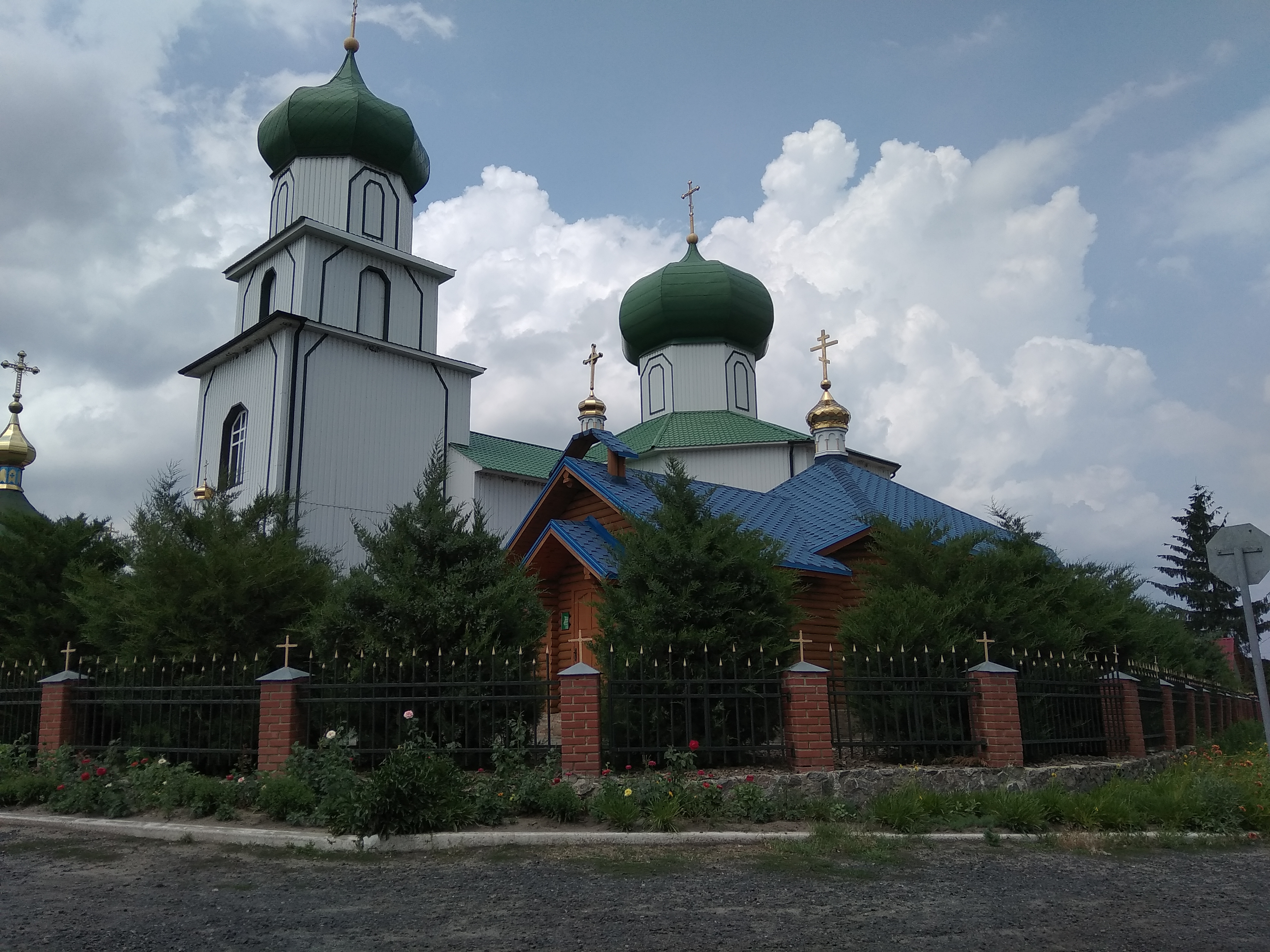
Церковь Спаса Преображения

- Собрание Свидетелей Иеговы «Печенеги».

## Известные уроженцы
- Козаков, Александр Фёдорович — красноармеец, герой Советского Союза.
- Панченко, Григорий Филиппович — советский военачальник, герой Советского Союза.
- Петровский, Григорий Иванович — революционер, советский политический деятель.
- Семирадский, Генрих Ипполитович — польский и русский художник.